# Justicia metallorum
Justicia metallorum är en akantusväxtart som beskrevs av Duvign.. Justicia metallorum ingår i släktet Justicia och familjen akantusväxter. Inga underarter finns listade i Catalogue of Life.